# Vincenzo Giacomini
Vincenzo Giacomini fue un deportista italiano que compitió en remo. Ganó dos medallas en el Campeonato Europeo de Remo, plata en 1930 y bronce en 1933.

## Palmarés internacional
| Campeonato Europeo | Campeonato Europeo | Campeonato Europeo | Campeonato Europeo |
| Año                | Lugar              | Medalla            | Prueba             |
| ------------------ | ------------------ | ------------------ | ------------------ |
| 1930               | Lieja (Bélgica)    | Medalla de plata   | Scull individual   |
| 1933               | Budapest (Hungría) | Medalla de bronce  | Scull individual   |